# Solución de Ruffer

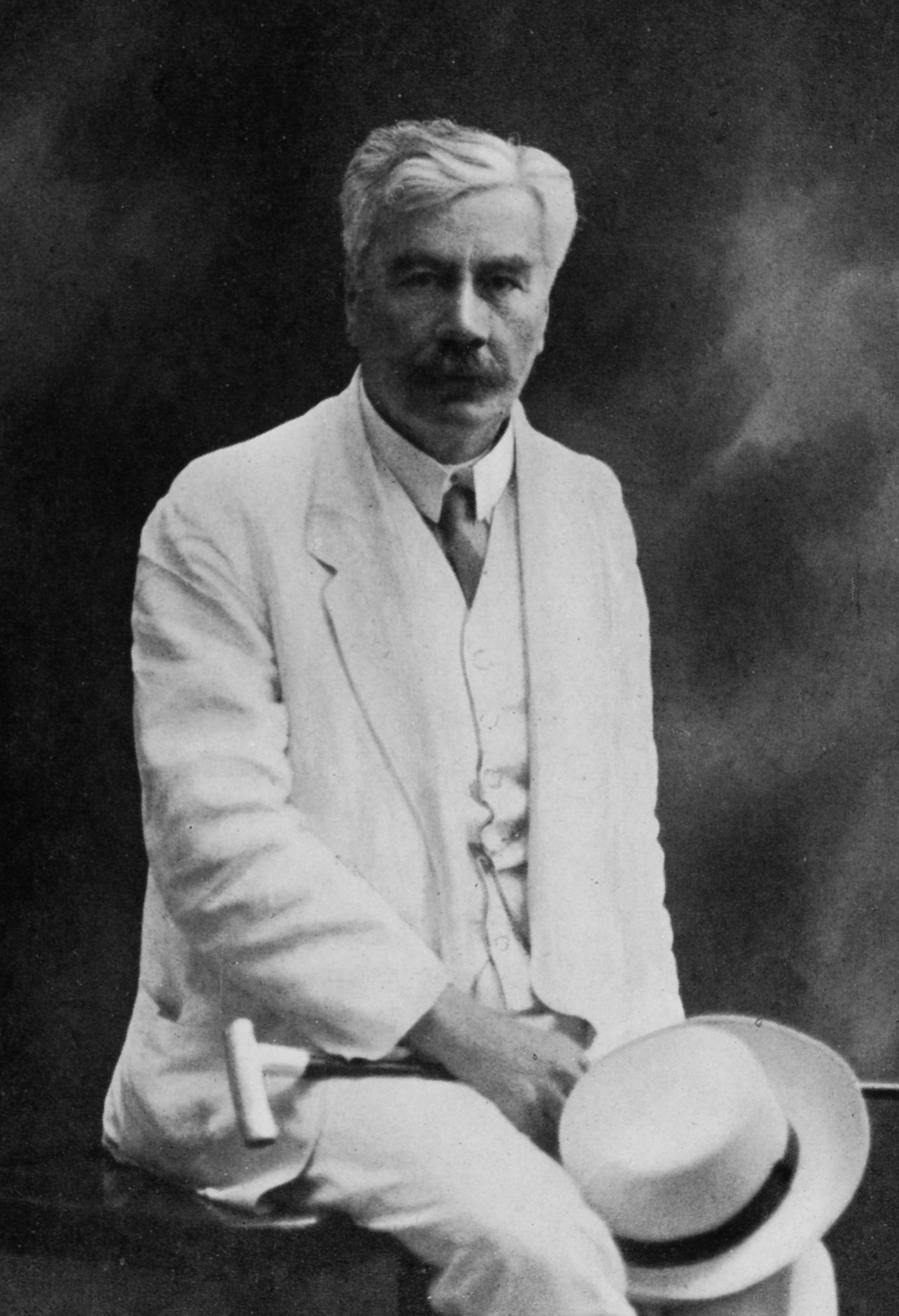
Marc Armand Ruffer (1859-1917), creador de la solución que lleva su nombre, utilizada para rehidratar tejidos de momias egipcias.

La solución de Ruffer, llamada así en honor al paleopatólogo y arqueólogo angloalemán Marc Armand Ruffer, es una solución salina que se utiliza para rehidratar las partes blandas de tejidos momificados con la finalidad de aplicar en ellos algunas técnicas histopatológicas habituales para tejidos frescos.

## Composición
La solución se compone de 50 partes de agua, 30 partes de alcohol absoluto, y 20 partes de una solución de carbonato de sodio al 5%. Otra forma de prepararla es disolviendo 0,6 g de carbonato de sodio en 42 ml de agua y añadiendo a esta solución 18 ml de alcohol absoluto.

## Técnica de rehidratación
La técnica consiste en sumergir el tejido momificado en la solución de Ruffer durante 24 a 48 horas, hasta que se encuentre totalmente hidratado a inspección visual.

## Consideraciones especiales
Si el tejido se disuelve durante la rehidratación se debe a que se encontraba totalmente contaminado por bacterias. Durante el proceso de rehidratación la solución siempre desarrolla una turbidez de color marrón oscuro. Luego de la rehidratación el tejido puede ser fijado con alcohol.